# Никола Груевски
Никола Груевски е политик от Северна Македония, министър-председател през 2006 – 2016 г. като ръководител на шестото, седмото, осмото и деветото правителство на Република Македония. Председател на ВМРО-ДПМНЕ от май 2003 до декември 2017 г.

## Произход и семейство
Никола Груевски е роден в град Скопие, днес в Северна Македония.
Родът му по бащина линия произхожда от леринското село Крушоради, Егейска Македония, днес в Гърция. В началото на XX век селото е изцяло българско, а всичките му жители са екзархисти. През Втората световна война дядото на Никола Груевски Никола Груев (Νικόλαος Γρούιος, Николаос Груйос) е мобилизиран в гръцката армия, в редиците на която се сражава и е убит в Итало-гръцката война (1940 – 1941). Днес името му е записано на паметна плоча на загиналите в гръцката армия в родното му село. Бабата на Груевски и баща му Тало Груевски (изведен от Гърция като един от децата бежанци) напускат през Гражданската война (1946 – 1949) Гърция и се установяват в Скопие. Баща му Тало Груевски е доктор на науките на Белградския университет и дългогодишен преподавател в Лесотехническия факултет на Скопския университет. Родителите му се развеждат, докато Никола е още малък. Груевски има един полубрат – Георги, от втория брак на баща му.
Родът му по майчина линия е от щипското Ново село. Дядото на Груевски по майчина линия – Михаил Димков Миялков е бил член на Общогражданския национален клуб „Благой Монев“, основан от будни българи в Щип през ноември 1942 година. Майка му Надежда е от Щип, сестра е на първия министър на вътрешните работи на независима Северна Македония – Йордан Миялков. По времето на управлението на Никола Груевски, първият му братовчед Сашо Миялков е директор на Управлението за сигурност и контраразузнаване на Северна Македония.
Никола Груевски от първия си брак няма деца. След развода си с първата съпруга, през май 2007 г. се жени за Боркица (с моминско име Манчева), с която имат две дъщери Анастасия (2007) и София (2010).

## Образование и професионален път
През 1994 г. се дипломира в Икономическия факултет в Прилеп при Битолския унивеситет „Свети Климент Охридски“. Никола Груевски има и диплома от лондонския Институт за ценни книжа и магистърска степен от Скопския университет „Св. св. Кирил и Методий“. През периода 1995 – 1998 г. работи като директор на отдел „Сигурност, планове и анализи“ в контролираната от Мултигруп Балканска банка в Скопие. Впоследствие продължава като управляващ от Северна Македония в Световната банка и в Европейската банка за възстановяване и развитие, също е заемал и длъжността председател на Комисията за ценни книжа и председател на Брокерската асоциация на Северна Македония.

## Политическа кариера

### Министър
На 30 ноември 1998 г. Никола Груевски е избран за министър без портфейл, отговорен за търговията в новото правителство на дясната партия ВМРО-ДПМНЕ с министър-председател Любчо Георгиевски. На 19 декември 1999 г. е избран за министър на финансите в същото правителството на Любчо Георгиевски, където заема поста до края на мандата през септември 2002 г. Като министър на финансите провежда важни данъчни и икономически реформи, ускорява процеса на приватизация (участва в приватизацията на едни от най-големите предприятия в страната, като – нефтената рафинерия ОКТА и телекомуникационната компания Македонски телеком) и успява да си спечели името на реформатор. Докато е начело на министерството на финансите, той въвежда системата за ДДС, на която левите партии и организации остро се противопоставят. Доста популярен става с това, че започна кампания, целяща да мотивира потреблението на национални продукти, наречена „Македонско слънце“. Груевски дава началото на трудния процес на денационализация и връщане към частната собственост, която е премахната от комунистическите лидери в бивша Югославия.

### В опозиция
На парламентарните избори през 2002 г. е избран за пръв път за депутат в Събранието на Северна Македония, от загубилата изборите ВМРО-ДПМНЕ.
За председател на ВМРО-ДПМНЕ е избран на партийния конгрес в Охрид през май 2003 г. Преди това е зам.-председател на партията.

### Министър-председател
На парламентарните избори на 5 юли 2006 г. е отново избран за депутат от ВМРО-ДМНЕ. След победата на ВМРО-ДПМНЕ на изборите проведени на 25 август 2006 г. е избран от Събранивто на Северна Македония за министър-председател. През април 2008 г. се разразява политическа криза в страната разпалвана и от самия министър-председател, това довежда до разпускане на Събранието на 12 април 2008 г. и насрочване на предсрочни парламентарни избори.
На парламентарните избори на 1 юни 2008 г. управляващата ВМРО-ДПМНЕ и водената от нея коалиция „За по-добра Македония“ постига решителна победа получавайки 63 депутатски места от 120-местния парламент. На 5 юни 2008 г. законодателния орган на страната го избира за втори път за министър-председател. В своето управление Груевски е обвиняван от опозионните партии и редица чуждестранни наблюдатели в „деспотичен и антидемократичен начин на управление“. През 2011 г. политическата обстановка се изостря и в знак на протест заради начина на управление, както и срещу замразяването на банковите сметки на опозиционната македонска частна телевизия А1, в рамките на разследване за данъчни злоупотреби, опозиционните партии СДСМ, Нова социалдемократическа партия, партия „Нова алтернатива“, Либералната партия и албанската партия „Нова демокрация“ напускат парламента, като Демократическата партия на албанците напуска парламента още през август 2009 г. Министър-председателя Груевски е принуден да свика нови предсрочни парламентарни избори.
Проведените на 5 юни 2011 г. парламентарни избори са спечелени отново, с по-малка разлика от управляващата ВМРО-ДПМНЕ на премиера Никола Груевски, в 123-членния парламент той разполага с 56 депутати, включително с тримата „представители на диаспората“, избрани само с по няколкостотин гласа. На 28 юли 2011 г. Никола Груевски започва трети мандат като министър-председател начело на осмото правителство на Северна Македония. Груевски е българофоб.
През януари 2015 г. в РМ избухва остра политическа криза поради обвиненията на опозицията, подкрепени с излъчвани записи на телефонни разговори („бомби“), които уличават Груевски и сътрудниците му в престъпни действия. През януари 2016 г. той е принуден да се оттегли от премиерския пост.
На изборите през декември 2016 г. ВМРО-ДПМНЕ печели само относително мнозинство, недостатъчно за съставяне на правителство. След насилия и сблъсъци в парламента в края на май 2017 г. тя е принудена да мине в опозиция. Партията губи местните избори през октомври 2017 и Никола Груевски е принуден да си подаде оставката като партиен ръководител. На 23 декември конгрес на ВМРО-ДПМНЕ определя Християн Мицкоски за негов наследник, а Груевски е избран за почетен председател на партията.

## Съдебно преследване
През 2016 започват разследвания, а през 2017 г. срещу Никола Груевски са повдигнати няколко обвинения от специалната прокуратура. През септември 2018 г. той е осъден на втора инстанция на 2 години затвор. След изчерпване на всички правни процедури, той е призован да изтърпи наказанието си, но на 11 – 12 ноември 2018 г. с помощта на унгарската държава той избягва през Албания, Черна гора и Сърбия в Будапеща. При правителството на Виктор Орбан Унгария официално предоставя убежище на Груевски на 20 ноември.

## Критики
- Управлението на Груевски е обвинявано в корупция и недемократичен натиск върху медиите и правосъдието.[7][11]
- Правителството е държано отговорно, че пръска пари за помпозни проекти като „Скопие 2014“, които предвиждат грандиозно преустройство на столицата, отразяващо „античната слава на Македония“. Част от проекта включва гигантската статуя на Александър Велики в центъра на Скопие. Това допълнително влошава отношенията със съседна Гърция, която блокира кандидатурата на Северна Македония за членство в НАТО и ЕС заради нерешения дългогодишен спор за името. А цялата кампания по „антиквизация“ на обществото предизвиква насмешка и подигравки в страната и чужбина.[7][12][13][14]
- Груевски е многократно упрекван в „деспотичен и антидемократичен начин на управление“, което става част от причината за предсрочните парламентарни избори през 2011 г.[7]
- Груби изборни нарушения на парламентарните избори през 2008 година и фалшифициране на изборни резултати.[11]
- Саботиране на евроинтеграцията на страната.[11]
- Груевски е лично обвиняван в провеждане на целенасочена враждебна външна политика и изолиране на Северна Македония. За основни мишени са сочени съседите, особено България от една страна, без определени мотиви и Гърция от друга, заради спора за името. Груевски е порицаван за насаждания език на омраза към България и българските граждани, враждебната пропаганда и дезинфомация, насърчавани и финансирани с правителствени пари.[15][16]